# Група 8 на периодичната система
Група 8 на периодичната система („група на желязото“), е група на периодичната система, съставена от преходните метали:
- желязо
- рутений
- осмий
- хасий

Осмата група на периодичната система се различава принципно от всички други по това, че не съдържа елементи от малките периоди. Тя не съдържай също така подгрупи от елементи, рязко различни по електронен строеж и по свойства на атомите. По същество би било по-правилно да я разглеждаме не като една група равноценна на останалите, а като триади от елементи от средите на големите периоди.
Изхождайки от наличието на не повече от два електрона във външните слоеве на всички разглеждани атоми, може да се очаква, че тенденцията към присъединяване на нови електрони няма да бъде характерна за тях. Следователно елементите от осмата група би трябвало да имат само метален характер.
Опитът показва, че по съвкупност на свойствата си, желязото, кобалта и никела са доста близки един до друг и значително се различават от останалите елементи на групата. С оглед на това, целесъобразно е Fe, Со и Ni да се разглеждат заедно като членове на семейството на желязото. От друга страна, сходството на по-голямата част от свойствата на елементите в редовете Ru—Rh—Pd и Os—Ir—Pt прави възможно обединяването им в семейство на платиновите метали за едно по непосредствено разглеждане.